# Felix da Housecat
Felix da Housecat (nacido Felix Stallings Jr., el 25 de agosto de 1971, en Chicago, Illinois) es un DJ y  productor estadounidense, identificado por la música house y el electroclash. Formó parte de la segunda oleada de Chicago house. Ingresó a formar parte de la elite de la música electrónica no solo por sus grabaciones (bajo numerosos pseudónimos, incluyendo Thee Maddkatt Courtship, Aphrohead y Sharkimaxx), sino que también por ser dueño de Radikal Fear Records.
Su alias está inspirado en el personaje animado El gato Félix.

## Biografía

### Comienzos
En un principio, desarrolló un interés en la escena emergente de la música house de Chicago a una edad temprana. Mientras estudiaba en la Rich East High School en Illinois en la década del '80, conoce a DJ Pierre, pionero del acid house, en la que entablan una amistad ideal para experimentar con equipos electrónicos como pequeños teclados. Stallings en sus ratos libres, y con el patrocinio y la dirección de Pierre, lanzó su primer sencillo, "Girl Phantasy", en 1987. Comenzó a utilizar varios alias como Carlos The Jackal, Afrohead, Electrikboy, Sharkimaxx y Thee Jamie Starr Scenario. Pierre se convertiría en el mentor de Felix hasta que este tuvo que dejar sus fantasías artísticas en 1987 en detrimento de los estudios en Alabama. Allí se influenció en músicos de la época, entre ellos Prince, A Tribe Called Quest, y Gang Starr, así como desarrollar el interés por el hip hop y R&B, dos estilos que continúa predominando en sus trabajos hoy en día.

### Trayectoria
Tres años más tarde vuelve a Chicago para retomar sus incursiones por el house. Felix se lanza a la producción frenética de ediciones para sellos como Strictly Rhythm, Guerilla Records (lanzando su primer gran éxito Thee Dawn en 1992), Nervous Records, D-Jax Up, Chicago Underground y Freetown.
Consigue cierto reconocimiento en Europa, y al año siguiente, editada «By Dawn's Early Light» y «Thee Industry Made Me Do It» que consolidaron su reputación. En 1994 lanzaría "In The Dark We Live (Thee Lite)", producido bajo el alias Aphrohead.
Poco después, Stallings formó parte del sello Radikal Fear Records que estrenan grandes gurús del house como DJ Sneak, Armando y Mike Dunn y de donde salieron remixes para Diana Ross y Kylie Minogue.
Durante el año 1995 lanzaría su álbum debut “Alone In The Dark” (como Thee Madkatt Courtship) para Deep Distraxion es su primer gran éxito en formato largo y el sencillo "In The Garden" se convierte en su primer clásico. También comenzó la colección Radikal Fear: The Chicago All Stars y un álbum mezclado por él titulado Clashbackk Compilation Mix en el que el gusto por lo retro se instalaría definitivamente en su paladar sonoro.
Un poco más tarde se toma una época de descanso en la escena musical para reaparecer en 1999 nuevamente como Thee Madkatt Courtship con su segundo álbum “I Know Electrikboy”, en el que incluía el sencillo "My Life Muzik", avance de su interés por el nuevo electroclash, género que estaba a punto de irrumpir en todo el mundo y que empujaría a trabajar con nuevas estrella emergentes como Miss Kittin.
En 2001, lanzaría “Kittenz and Thee Glitz” y que algunos han criticado por considerarla una acción de marketing algo oportunista por dejar el house por los réditos del electro-clash coyuntural. Sin embargo, este álbum tendría una influencia capital en el  electroclash. Incluye sencillos como “Silver Screen Shower Scene” y “Madame Hollywood ”, con la participación de Miss Kittin, y canciones como ‘Control Freaq’, producido junto a Junior Sánchez o la signigicativa ‘Glitz Rock’, producido por Tommie Sunshine. También incluiría un par de baladas y medios tiempos ochenteros como ‘Runaway Dreamer’ o ‘Magic Fly’, un instrumental influido por Kraftwerk. Recibió un 4,2 en Pitchfork, pero su modernización del tecnopop de los 80 hizo a Felix Da Housecat uno de los djs y mezcladores más solicitados de la época, Madonna, Mylo, Garbage, Pet Shop Boys o The Chemical Brothers son sólo algunos de los que requerirían sus servicios. Se consagra como remixer en 2003 con su versión de Sinnerman de Nina Simone, incluido en varios compilados, entre ellos, el del sello Verve Records.
Más tarde, en 2004 edita “Devin Dazzle and the Neon Fever” centrándose en lo que se está haciendo en Nueva York, ya que cuenta con la colaboración vocal de James Murphy en uno de los cortes más otros vocalistas que aparecen en el álbum son Tyrone Palmer (un habitual colaborador esta vez participando en tres temas, en uno de ellos en el sencillo “Ready To Wear”, Kate Wax y un grupo de chicas conocidas como The Neon Fever (también participan en tres temas, en uno de ellos en el sencillo “Rocket Ride”). Además, cuenta con la ayuda en la producción de Dave The Hutsler y también se desprende otro sencillo “Watching Cars Go By” que después fueron remezclados por pesos pesados como Armand Van Helden y Sasha. Félix también colaboró con P Diddy en el sencillo "Jack U". Actuaron juntos en Space en Ibiza en 2005, y en el Winter Music Conference. En 2007 volverá a la carga con otro álbum, “Virgo, Blaktro & The Movie Disco” producido en compañía de Dallas Austin, de donde se desprende tres singles: “Future Calls The Dawn", “Like Something 4 Porno!” (remezclado nuevamente por Armand Van Helden), “Radio” (remezclado por el productor japonés Shinichi Osawa). Félix también se asoció con el productor alemán Kris Menace para lanzar "Artificial" en junio de 2008.
En 2009, lanza "He Was King", a través del sello Nettwerk, destacándose “We All Wanna Be Prince” como uno de sus principales sencillos. El 17 de marzo de 2011 lanza su último álbum hasta la fecha titulado “Son Of Analogue”.

### Polémica con el electroclash
Declaró en una entrevista, su visión a cerca de la escena musical de los últimos años, reconociendo que grupos como Digitalism, Simian Mobile Disco o Justice están donde están gracias a Daft Punk o a él mismo. 

“Cuando hice ‘Kittenz & The Glitz’ no esperaba el éxito que resultó tener. Realmente tampoco es que inventara un nuevo sonido, pero por alguna razón sí abrió la puerta a un montón de grupos… algunos de los cuales nunca llegaron a editar su propio álbum. Aquellos tiempos molaron, pero nunca me importó el “hype”. Hoy se habla de “nu-rave” y es una etiqueta tan estúpida como lo era “electroclash”. El electroclash ha muerto. La música es la música y yo voy a lo mío, siguiendo mis influencias y raíces sin necesidad de etiquetas”.

## Discografía

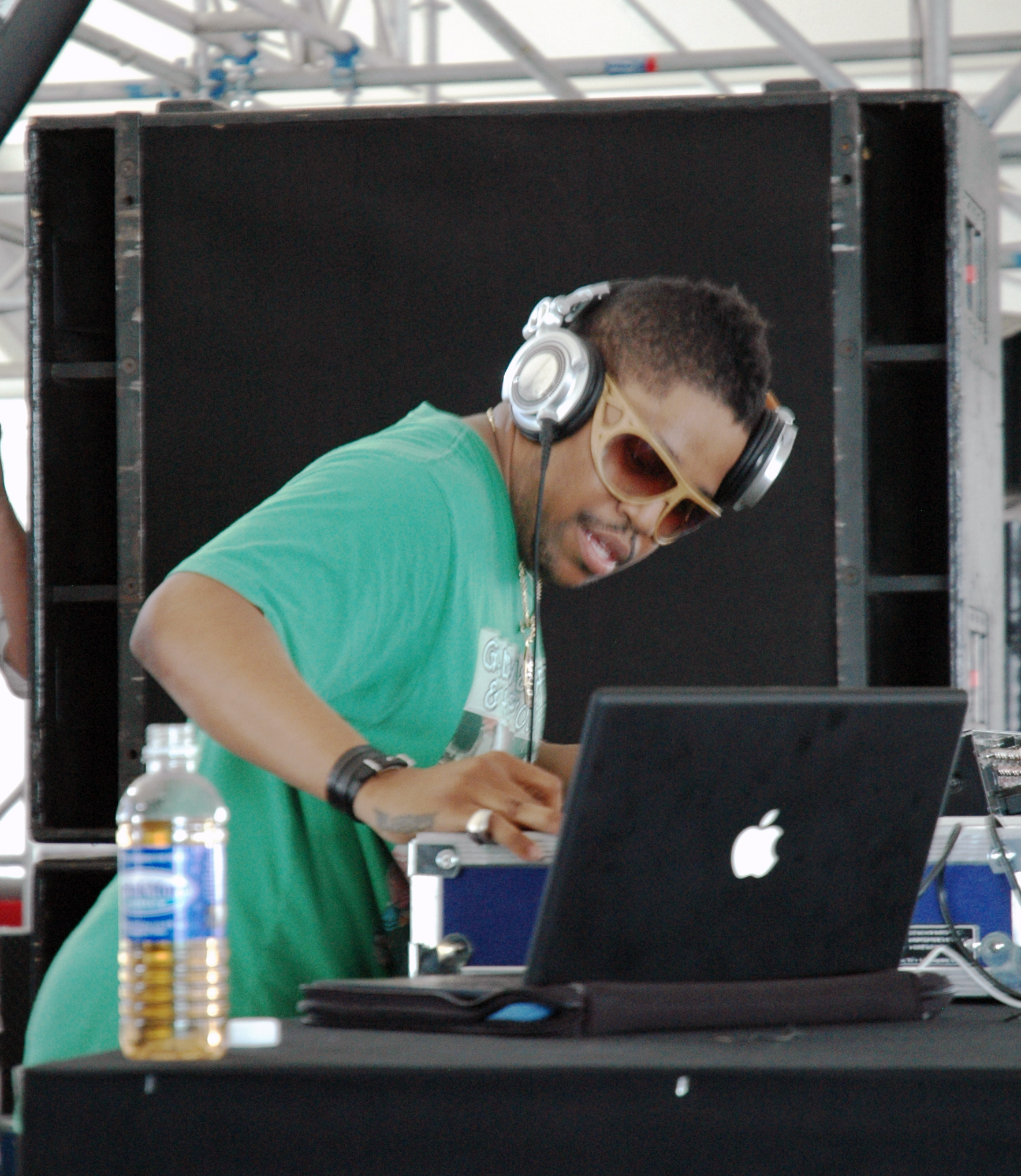
Felix da Housecat en el Virgin Festival, Baltimore en el año 2007

### Álbumes de estudio
| Año  | Título                                           | Mejor posición en listas | Mejor posición en listas | Mejor posición en listas |
| Año  | Título                                           | Top 200                  | US Dance                 | US Indie                 |
| ---- | ------------------------------------------------ | ------------------------ | ------------------------ | ------------------------ |
| 1995 | Metropolis Present Day? Thee Album!              | —                        | —                        | —                        |
| 1995 | Alone In The Dark (como Thee Madkatt Courtship)  | —                        | —                        | —                        |
| 1999 | I Know Electrikboy (como Maddkatt Courtship III) | —                        | —                        | —                        |
| 2001 | Kittenz and Thee Glitz                           | —                        | —                        | —                        |
| 2002 | Rocketmann! (como Rocketmann!)                   | —                        | —                        | —                        |
| 2004 | Devin Dazzle & the Neon Fever                    | —                        | 8                        | 41                       |
| 2007 | Virgo Blaktro and the Movie Disco                | —                        | —                        | —                        |
| 2009 | He Was King                                      | —                        | —                        | —                        |
| 2011 | Son of Analogue                                  | —                        | —                        | —                        |

### Sencillos
- 1987: Phantasy Girl
- 1987: Anotha Level
- 1987: Little Bloo
- 1987: Marine Mood
- 1987: Trippin' On A Trip
- 1993: In The Dark We Live (Thee Lite) (como Aprhohead)
- 1993: Temptation
- 1993: Those Were The Dayz
- 1993: What's Love About
- 1993: Thee Dawn
- 1993: Nu - World !
- 1994: Reach Out (Pres. Yesterday Dreamers Feat. Willie Vernarzdale)
- 1994: Thee?
- 1994: The Remains Of The Conspiracy E.P.
- 1994: Generator
- 1995: Footsteps of Rage
- 1995: Thee Morning After
- 1995: The Chaos Engine
- 1996: Smak Dat Ass
- 1997: Dirty Motha
- 1997: I'm Fed Up With It !
- 2001: Silver Screen Shower Scene (con Miss Kittin)
- 2001: What Does It Feel Like?
- 2002: Madame Hollywood (con Miss Kittin)

- 2003: Cyberwhore
- 2004: Rocket Ride
- 2004: Ready 2 Wear (con Tyrone Palmer)
- 2004: Neon Human (con Tyrone Palmer)
- 2004: Watching Cars Go By
- 2005: With You / Don't You Go (con Harrison Crump)
- 2005: Tweak!
- 2006: Jack U (con Diddy)
- 2007: Future Calls the Dawn/Sweetfrosti
- 2007: It's Been A Long Time
- 2007: It's Your Move
- 2007: Something 4 Porno
- 2008: Radio
- 2008: Artificial (con Kris Menace)
- 2009: We All Wanna Be Prince
- 2010: Thee Anthem
- 2010: Oops!
- 2011: Zaman (Pres Thee Nese Djouma Projesi)
- 2012: Uh-HUH!
- 2013: Sinner Winner

#### Sencillos en listas
| Año  | Título                                | Mejor posición  | Mejor posición   | Mejor posición | Mejor posición | Álbum                             |
| Año  | Título                                | U.S. Dance Play | U.S. Dance Sales | CAN            | UK             | Álbum                             |
| ---- | ------------------------------------- | --------------- | ---------------- | -------------- | -------------- | --------------------------------- |
| 2001 | "Silver Screen Shower Scene"          | –               | –                | –              | 39             | Kittenz and Thee Glitz            |
| 2001 | "Harlot"                              | –               | –                | –              | 79             | Kittenz and Thee Glitz            |
| 2001 | "What Does It Feel Like?"             | –               | –                | –              | 66             | Kittenz and Thee Glitz            |
| 2002 | "Madame Hollywood"                    | –               | 11               | 19             | –              | Kittenz and Thee Glitz            |
| 2003 | "Cyberwhore"                          | –               | –                | –              | 103            |                                   |
| 2004 | "Watching Cars Go By"                 | 39              | 6                | –              | 49             | Devin Dazzle & the Neon Fever     |
| 2005 | "Ready 2 Wear"                        | –               | –                | –              | 62             | Devin Dazzle & the Neon Fever     |
| 2005 | "Rocket Ride"                         | –               | 24               | –              | 55             | Devin Dazzle & the Neon Fever     |
| 2008 | "Like Something 4 Porno!"             | 13              | –                | –              | –              | Virgo Blaktro and the Movie Disco |
| 2009 | "We All Wanna Be Prince"              | 26              | –                | –              | –              | He Was King                       |
| 2011 | "Burn The Disco Down" (con Will.I.Am) | –               | –                | –              | –              |                                   |

### Remixes
| 1994: - Sharkimaxx – Clashback (Housecat Soundclash Mix) - Wanda Rogers – Prove Your Love (Felix's Original Mix) - Roy Davis Presents The Believers – Essence Of Life (House Cat Radical Fear Mix) - X-Press 2 – Hip Housin (Thee Housecat Soundclash Mix) - Roy Davis Jr. – Heart Attack (House Cat's Radikal Fear Mix) - Yves Deruyter IV – Calling Earth - Phuture – Spirit - Fade 2 Tha Phuture – Migraine Headache (Housecat Radikal Mix) 1995: - Diana Ross – Take Me Higher - Eurogroove – It's On You (Scan Me) - Kylie Minogue – Where Is The Feeling? (Da Klubb Feelin' Mix) - Yoshinori Sunahara – MFRFM (Da Radikal Fear Mix) - Storm – I'm A Sex Maniac - Blakkat – Ario's Garden (Aphrohead Mix) 1996: - Roach Motel – The Night (Thee Aphrohead Mix) - Lynn Crouch – Dirtymotha (Felix's Catbitch Mix) - The Visionary – Free My Soul (Da Housecat's Soul Mix) 1997: - Phuture – Your Only Friend (Thee Aphrohead Mix) - Dajae – Everyday My Life (Felix Chicago Underground Mix) 1998: - Aphropitch – Aphropitch - M People – One Night In Heaven 1999: - Pet Shop Boys – I Don't Know What You Want But I Can't Give It Any More - Aphrohead – Zekas Solar Device 2000: - Giorgio Moroder – I Wanna Rock You - Elegia – The Essence Of It (Thee Maddkatt Courtship Mix) - Ladytron – Playgirl 2001: - Manic Street Preachers – Let Robeson Sing - The Disco Boys Feat. RB – Born To Be Alive (Felix Da Housecat's Chicago Tracky Glitz Remix) - Garbage – Androgyny - Skymoo – Always & Forever - Curtis – Worldwide - Playgroup – Number One (Thee Electroretro Remix) - Ironbase – Maschine Eisenbass (Thee Clubhead Remix) 2002: - Madonna – Die Another Day (Thee RetroLectro Mix) - Brandy – What About Us? - Harrison Crump feat. Dajaé – Searchin' - Dot Allison – Substance - Fischerspooner – The 15th - Floppy Sounds – Late Night (Felix Da Housecat & Tommie Sunshine's Thee Glitz Mix) | - Luke Slater – Stars And Heroes - Rinôçérôse – Lost Love - RC Groove Feat. Lady D – High Again - Aphrohead – Kazoo - Pet Shop Boys – London (Three Radikal Blaklight Mix) - New Order – Here To Stay (Felix Da Housecat Extended Glitz Mix) - Toktok vs. Soffy O. – Missy Queen's Gonna Die - The Crazies – Quiet Riot 2003: - Kelly Osbourne & Ozzy Osbourne – Changes - Syntax – Bliss - Nina Simone – Sinnerman (Felix Da Housecat's Heavenly House Mix) - Holly Valance – State Of Mind (Felix Da Housekatt Mix) - The Chemical Brothers – Get Yourself High (Felix Da Housecat's Chemical Meltdown Mix) - Iggy Pop with Feedom Feat. Peaches – Motor Inn (Felix Da Housecat's High Octane Mix) - Tamia – Officially Missing You (Felix's Hechtic Club Mix) - Madonna – American Life (Felix Da Housecat's Devin Dazzle Club Mix) - Ono – Walking On Thin Ice (Felix Da Housecat Tribute Mix) - Mylène Farmer – Je T'Aime Mélancolie - Karl Bartos – I'm The Message (X–Traterrestrial Mix) 2004: - Aalacho – Pompeii - Britney Spears – Toxic (Felix Da Housecat's Club Mix) - Benny Benassi Presents The Biz – Love Is Gonna Save Us - Gwen Stefani – What You Waiting For? (The Rude Ho Mix) - Marilyn Manson – Personal Jesus (Rude Photo Motor Remix) - Mylo – Drop the Pressure - Nikka Costa – I Don't Think We've Met (Thee Rude Mix) - Yellowman – Party 2005: - The Disco Boys – For You - Vitàlic – You Prefer Cocaine 2006: - Buy Now AKA Steve Angello & Sebastian Ingrosso – For Sale 2007: - Infadels – Can't Get Enough 2008: - Paola & Chiara – Vanity & Pride - M.A.N.D.Y. vs. Booka Shade Feat. Laurie Anderson – O Superman - Rex The Dog – Bubblicious 2009: - Martin Solveig – One 2.3 Four - Passion Pit – Little Secrets - Uffie – Pop the Glock (Felix Da Housecat's Pink Enemy Remix) 2010: - Miike Snow – Silvia 2011: - Dirty Vegas – Changes - Vanilla Ace – Bebe Bush |